# Husův sbor (Brno-Tuřany)
Husův sbor v brněnské čtvrti Tuřany je chrám církve československé husitské postavený v letech 1927–1928.
Bohoslužby nově založené husitské církve byly v provizorních prostorách v Tuřanech uspořádány již od přelomu let 1922 a 1923. Roku 1924 byla zahájena sbírka na výstavbu sboru, o rok později dodal plány stavby tuřanský rodák, architekt Jaroslav Kincl. Samotná stavba započala roku 1927, kdy byl 14. srpna položen základní kámen. Ke slavnostnímu otevření sboru došlo 1. července 1928 za účasti olomouckého biskupa.
Jedná se o jednoduchou sálovou stavbu se sedlovou střechou, před jejímž průčelím se nachází věž a přízemní arkádová chodba. Některá literatura uvádí, že sbor má kubistické prvky, i když to není zcela přesné.
Průčelí sboru je zapsáno v seznamu kulturních památek.
Oltářní obraz tuřanského Husova sboru Světlo pravdy ve tvaru půloblouku namaloval v roce 1935 akademický malíř Rudolf Kundera, který zakázku získal jako student Akademie výtvarných umění a za obraz obdržel Římskou cenu a roční stipendijní pobyt v Itálii.